# Конфликт вокруг Тузлы
Конфликт вокруг Тузлы — кризис в российско-украинских отношениях в конце 2003 года, вызванный спорами по поводу принадлежности острова Тузла и сооружением Россией в Керченском проливе дамбы к острову Тузла. По мнению некоторых аналитиков, строительство дамбы имело целью оказать давление на Украину, с целью урегулирования статуса Керченского пролива и Азовского моря.
Проблема принадлежности косы сводилась к тому, что хотя Украина владела западным, а Россия — восточным берегами Керченского пролива, обладание Украиной косой Тузла приводило к тому, что на единственном участке морского судоходного канала, проложенного по дну Керченского пролива между Тузлой и Крымским полуостровом, оба берега данного канала являлись собственностью Украины, что позволяло Украине в одностороннем порядке взимать плату за проход по судоходному каналу в том числе и с российских кораблей.

## Предыстория
До 1956 года Тузла относилась к Краснодарскому краю. По обращению Краснодарского крайкома было принято решение на уровне Верховного Совета СССР — передать УССР остров-косу Тузла с населённым пунктом в состав Керченского района. После этого на картах, изданных в советское время, остров обозначался как территория УССР.
28 января 2003 года государственная граница между Украиной и Россией по суше была установлена договором, однако российская сторона не хотела признавать, что морское пространство также должно быть разграничено. Украинская сторона установила свою границу в 12 морских милях от берега как в Чёрном, так и в Азовском морях в соответствии с международным морским правом.

## Ход конфликта

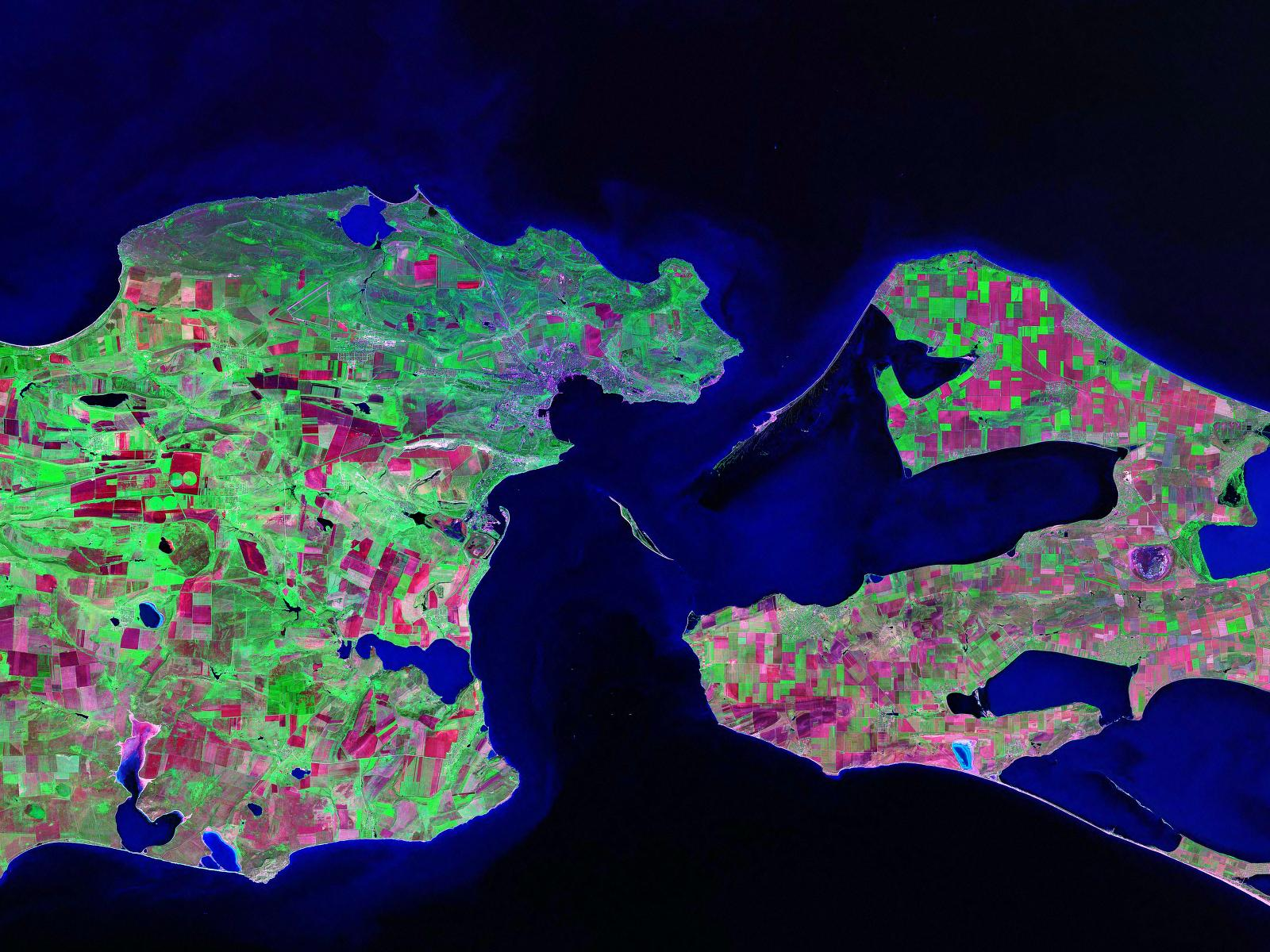
Керченский пролив до сооружения дамбы

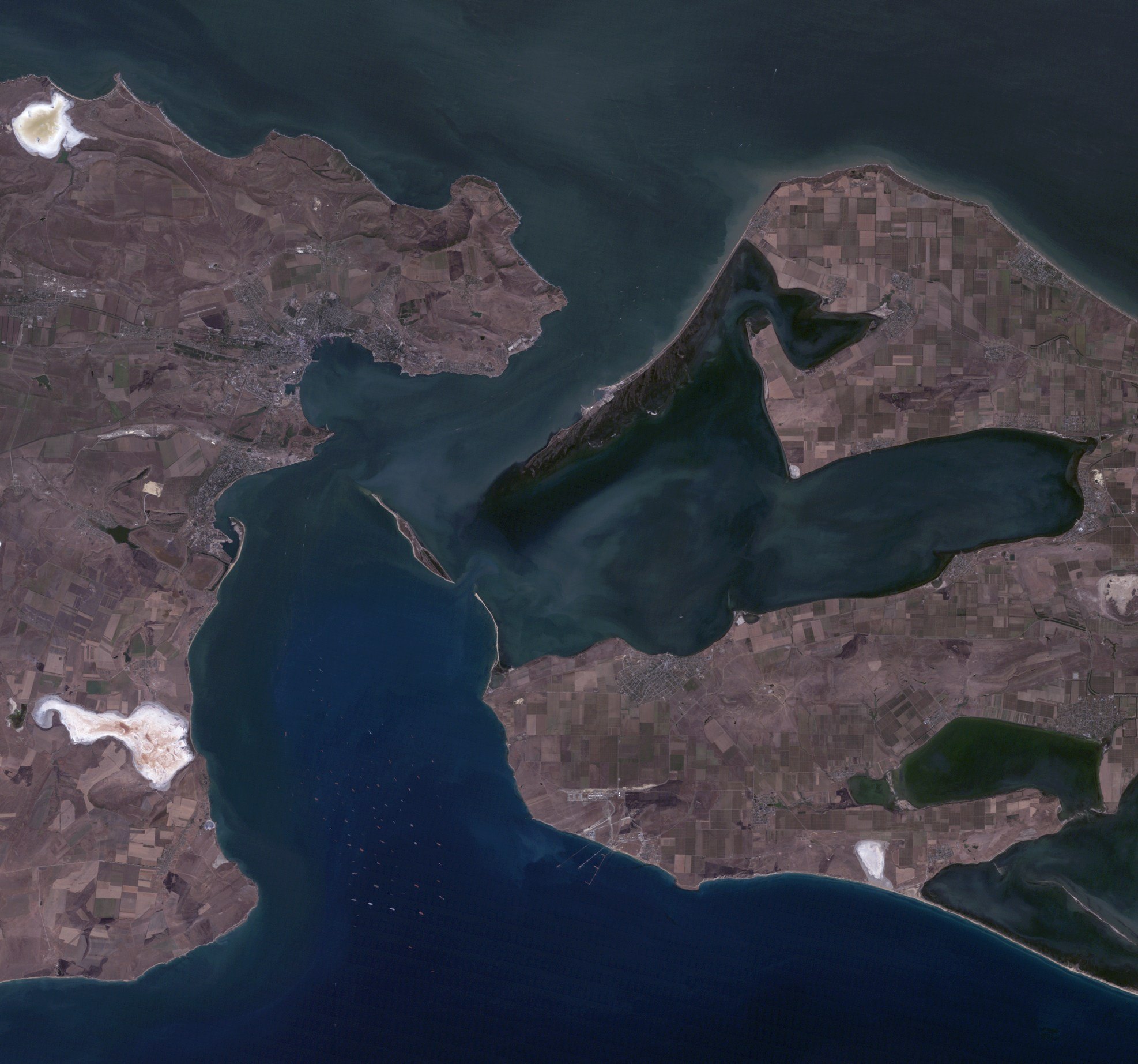
Керченский пролив после сооружения дамбы

Вопрос о принадлежности острова Краснодарскому краю ставился ещё в 1997 году Александром Травниковым в книге «Коса Тузла: перечисленная территория». 29 сентября 2003 года власти Краснодарского края (губернатор Александр Ткачёв) начали строительство дамбы от Таманского полуострова в сторону Керчи до пограничного острова Тузла, мотивировавшееся предотвращением размывания береговой полосы Таманского полуострова и косы.
23 октября 2003 года строительство дамбы было остановлено за 102 м от линии государственной границы (провозглашённой Украиной в одностороннем порядке).
Президент Л. Д. Кучма в 2022 году признал, что в случае пересечения границы Украины на Тузле у пограничников и военных имелся его прямой приказ на открытие огня.
В декабре 2003 года президенты Путин и Кучма подписали «Договор о сотрудничестве в использовании Азовского моря и Керченского пролива». Тем не менее, вопрос о российско-украинской границе и о режиме Азовского моря так и остался неурегулированным.
В итоге очередных консультаций Украины и Российской Федерации, прошедших 12—13 июля 2005 года, пресс-служба МИДа Украины объявила, что Россия признала принадлежность Украине острова Коса Тузла в Керченском проливе и «вод вокруг него». Однако в Департаменте информации и печати МИД РФ в ответ на такую информацию заявили, что «правовой статус острова Тузла остаётся неопределённым».
Благодаря широкой освещённости конфликта Украина получила новый бренд. В Виннице производится стиральный порошок «Тузла», а в Киеве был поставлен одноимённый мюзикл Дмитрия Киселёва о любви русского парня-экскаваторщика и прекрасной островитянки.
После конфликта 2003 года Верховный Совет Автономной Республики Крым постановил создать на острове Тузла новый населённый пункт, однако 6 сентября 2006 года Керченский городской совет, частью территории которого является остров, решил не создавать на острове нового населённого пункта. Как сообщил заместитель городского головы Керчи Алексей Милованов, в случае создания посёлка, остров станет единственным населённым пунктом в черте города: «Произойдёт нарушение административно-территориального устройства города, чего Совмин делать не имеет права». Городской голова прокомментировал решение Совета Крыма следующим образом: «Принимая решение о создании на острове населённого пункта, Совет министров несколько превысил свои полномочия, поскольку, согласно действующему законодательству, по этому поводу должно быть решение Керченского городского совета, заключение Верховного Совета Крыма и постановление Верховной рады Украины. А пока, на наш взгляд, здесь больше амбиций некоторых политиков крымского уровня, которые хотят засветиться во всеукраинском масштабе и выглядеть самыми большими патриотами Украины».
12 июля 2012 года в Ялте президенты Украины и России подписали совместное заявление о будущей делимитации морской границы между РФ и Украиной. Источник из российской делегации сообщил РИА Новости, что Россия готова уступить остров Тузла при сохранении «права ключа» прохода судов через Керченский пролив (право блокировать проход судов третьих стран).

## После аннексии Крыма Россией
- 21 марта 2014 года, в связи с фактической аннексией Крыма Россией, глава МИД России Сергей Лавров заявил, что Керченский пролив больше не может являться предметом переговоров с Украиной. Таким образом, Российская Федерация в одностороннем порядке заявила о своём территориальном праве на Керченский пролив и остров Тузла[18][19].
- В июне 2014 года было принято решение о прохождении планируемого моста через Керченский пролив между Краснодарским краем и Крымом через остров Тузла.
- 1 октября 2014 года украинская сторона заявила о разрыве договора о строительстве моста через пролив[20].
- В 2018 году первый полуторакилометровый мост соединил дамбу, построенную в 2003 году, с Тузлой, второй мост соединил Тузлу с Крымским полуостровом[21].

## Топографические карты
- Лист карты L-37-98 Тамань. Масштаб: 1 : 100 000. Состояние местности на 1988 год. Издание 1989 г.
- Лист карты L-37-XXV Аршинцево. Масштаб: 1 : 200 000. Издание 1982 г.
- Топографическая карта L-37-098-A Масштаб в 1 см 500 м
- Топографическая карта L-37-098-A-c Масштаб в 1 см 250 м